# Droszków (Basse-Silésie)
Pour les articles homonymes, voir Droszków.
Droszków est une localité polonaise de la gmina et du powiat de Kłodzko en voïvodie de Basse-Silésie.

## Histoire
De 1742 à 1945, Droschkau fait partie de l'arrondissement de Glatz dans le district de Breslau au sein de la province de Silésie.